# Bemlos argentinensis
Bemlos argentinensis is een vlokreeftensoort uit de familie van de Aoridae. De wetenschappelijke naam van de soort is voor het eerst geldig gepubliceerd in 1992 door Alonso de Pina.